# Musick and Poëtree
Musick and Poëtree is een muziekalbum van de Nederlandse pagan-folkband Omnia, dat in 2011 uitkwam.
Dit album bestaat uit twee cd's: een cd met nummers van Omnia en een cd met nummers van Omnia Poëtree.

## Nummers

### Cd 1
1. Free
2. Stand up
3. Fee ra huri
4. I don't speak human
5. Xtatica

### Cd 2
1. Gröne Lunden
2. Fuck her gently
3. Who are you?
4. Lili Marleen
5. Het dorp
6. Mercy seat
7. Sheebeg sheemore